# Округ Рок (Минесота)
Рок (енгл. Rock County) је округ у америчкој савезној држави Минесота.

## Демографија
По попису из 2010. године број становника је 9.687, што је 34 (-0,3%) становника мање него 2000. године.
| Група             | 2000.         | 2010.         |
| Белци             | 9.396 (96,7%) | 9.239 (95,4%) |
| Афроамериканци    | 52 (0,5%)     | 59 (0,6%)     |
| Азијати           | 60 (0,6%)     | 53 (0,5%)     |
| Хиспаноамериканци | 124 (1,3%)    | 197 (2,0%)    |
| Укупно            | 9.721         | 9.687         |